# قميلة
طُوريلِس  أو توريلِّس أو القُمَيْلَة أو الجَزَر الشيطاني (الاسم العلمي: Torilis) هي جنس من النباتات يتبع الفصيلة الخيمية من رتبة الخيميات.